# St. Georg (Amern)

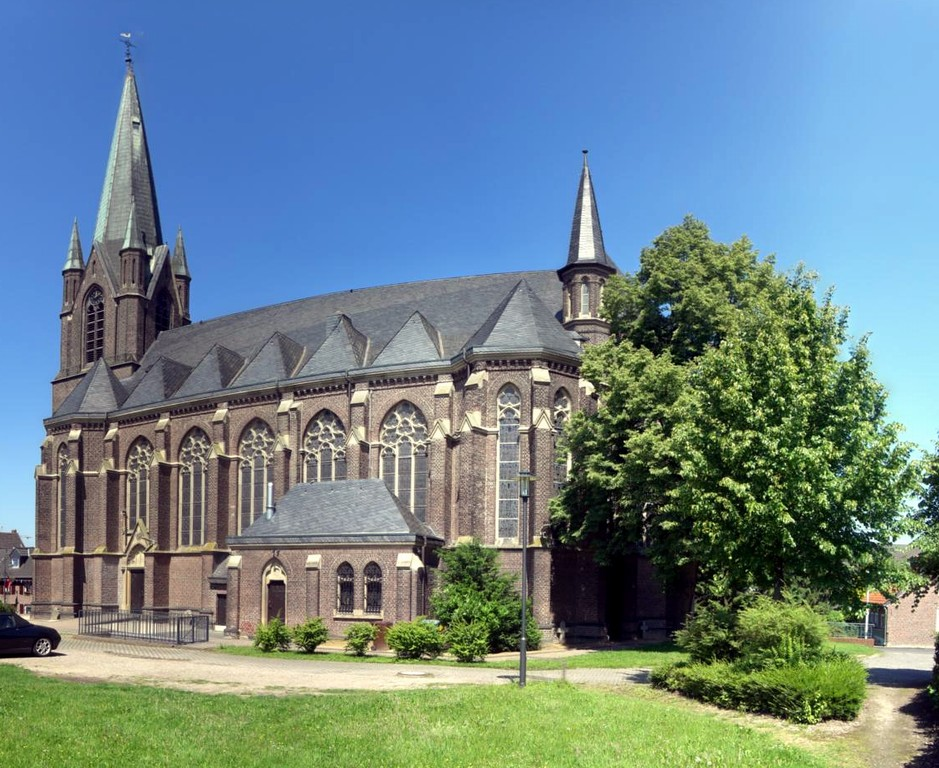
St. Georg (Amern)

Die katholische Filialkirche St. Georg ist ein denkmalgeschütztes Kirchengebäude in Amern, einem Ortsteil von Schwalmtal im Kreis Viersen (Nordrhein-Westfalen). Sie gehört zur Pfarre St. Matthias Schwalmtal.

## Geschichte und Architektur
Die dreischiffige, neugotische Backsteinhalle wurde von 1883 bis 1886 nach Entwürfen von August Rincklake und Caspar Clemens Pickel anstelle einer Vorgängerkirche errichtet. Die Kirche steht beherrschend über dem alten Dorf. Die Erweiterungen an den Seitenschiffen wirken kapellenartig, der fünfseitige Chor wird von Flankentürmen begleitet. Der erhaltene gotische Westturm wurde um 1900 um ein Geschoss mit einer Schieferpyramide zwischen Ecktürmchen erhöht und ummantelt. Der Außenbau ist durch vielfältige Dachformen belebt. In den zentralisierende Tendenz zeigende Innenraum wurden Kreuzrippengewölbe auf Rundpfeilern eingezogen. Die Ausmalung wurde am Anfang des 20. Jahrhunderts vorgenommen.

## Ausstattung
- Die Glasgemälde in den Chören wurden 1958 von dem bekannten Glasmaler Wilhelm Rupprecht geschaffen
- Die geschnitzten Retabelaufsätze der drei Altäre wurden 1900 und 1906 in der Werkstatt von Ferdinand Langenberg hergestellt
- Der Sandsteinstipes entstand wohl 1888 nach dem Entwurf der Kirchenarchitekten
- Der Marmortaufstein mit einem Messingdeckel ist von 1846
- Eine Standfigur einer Muttergottes stammt wohl vom Niederrhein, sie wurde zwischen 1420 und 1440 gefertigt und in späterer Zeit neu gefasst. Die Krone wurde ergänzt
- Bei dem Kruzifixus aus der Zeit um 1520 ist die Fassung verloren[2]

### Orgel
Die Orgel besitzt 22 Register verteilt auf zwei Manualen und Pedal. Sie wurde 1938 durch die Firma Johannes Klais gebaut. Die Disposition ist wie folgt:
| I Hauptwerk C–g3 |               |       |
| 1.               | Gedacktpommer | 16′   |
| 2.               | Principal     | 8′    |
| 3.               | Gemshorn      | 8′    |
| 4.               | Octave        | 4′    |
| 5.               | Rohrflöte     | 4′    |
| 6.               | Nasard        | 2 ⁄3′ |
| 7.               | Mixtur IV-V   |       |
| 8.               | Trompete      | 8′    |

| II Schwellwerk C–g3 |             |       |
| 9.                  | Holzflöte   | 8′    |
| 10.                 | Salicional  | 8′    |
| 11.                 | Principal   | 4′    |
| 12.                 | Koppelflöte | 4′    |
| 13.                 | Schwiegel   | 2′    |
| 14.                 | Sifflöte    | 1 ⁄3′ |
| 15.                 | Scharff IV  |       |
| 16.                 | Krummhorn   | 8′    |

| Pedal C–f1 |            |     |
| 17.        | Subbass    | 16′ |
| 18.        | Zartbass   | 16′ |
| 19.        | Octavbass  | 8′  |
| 20.        | Choralbass | 4′  |
| 21.        | Flachflöte | 2′  |
| 22.        | Posaune    | 16′ |

- Koppeln:
  - Normalkoppeln: II/I, I/P, II/P
  - Suboktavkoppeln: II/I
- Spielhilfen: